# Freestyle ai XXI Giochi olimpici invernali
Le gare di Freestyle ai XXI Giochi olimpici invernali si sono svolte dal 13 al 25 febbraio 2010 al Cypress Mountain di Vancouver.

## Calendario
| Uomini |       | Gobbe |  |  |  |  |  |       | Ski cross | Salti |           |       | Salti | 3 |
| Donne  | Gobbe |       |  |  |  |  |  | Salti |           |       | Ski cross | Salti |       | 3 |
| Totale | 1     | 1     |  |  |  |  |  |       | 1         |       | 1         | 1     | 1     | 6 |

## Podi

### Uomini
| Evento               | Oro                | Punteggio      | Argento         | Punteggio    | Bronzo         | Punteggio      |
| Gobbe (dettagli)     | Alexandre Bilodeau | 26,75          | Dale Begg-Smith | 26,58        | Bryon Wilson   | 26,08          |
| Salti (dettagli)     | Aljaksej Hryšyn    | 248,41         | Jeret Peterson  | 247,21       | Liu Zhongqing  | 242,53         |
| Ski cross (dettagli) | Michael Schmid     | Michael Schmid | Andreas Matt    | Andreas Matt | Audun Grønvold | Audun Grønvold |

### Donne
| Evento               | Oro             | Punteggio       | Argento        | Punteggio      | Bronzo           | Punteggio        |
| Gobbe (dettagli)     | Hannah Kearney  | 26,63           | Jennifer Heil  | 25,69          | Shannon Bahrke   | 25,43            |
| Salti (dettagli)     | Lydia Lassila   | 214,74          | Li Nina        | 207,23         | Guo Xinxin       | 205,22           |
| Ski cross (dettagli) | Ashleigh McIvor | Ashleigh McIvor | Hedda Berntsen | Hedda Berntsen | Marion Josserand | Marion Josserand |

## Medagliere
| Posizione | Paese       |   |   |   | Totale |
| --------- | ----------- | - | - | - | ------ |
| 1         | Canada      | 2 | 1 | 0 | 3      |
| 2         | Stati Uniti | 1 | 1 | 2 | 4      |
| 3         | Australia   | 1 | 1 | 0 | 2      |
| 4         | Bielorussia | 1 | 0 | 0 | 1      |
| 4         | Svizzera    | 1 | 0 | 0 | 1      |
| 6         | Cina        | 0 | 1 | 2 | 3      |
| 7         | Norvegia    | 0 | 1 | 1 | 2      |
| 8         | Austria     | 0 | 1 | 0 | 1      |
| 9         | Francia     | 0 | 0 | 1 | 1      |
| Totale    | Totale      | 6 | 6 | 6 | 18     |